# Arthur W. Radford

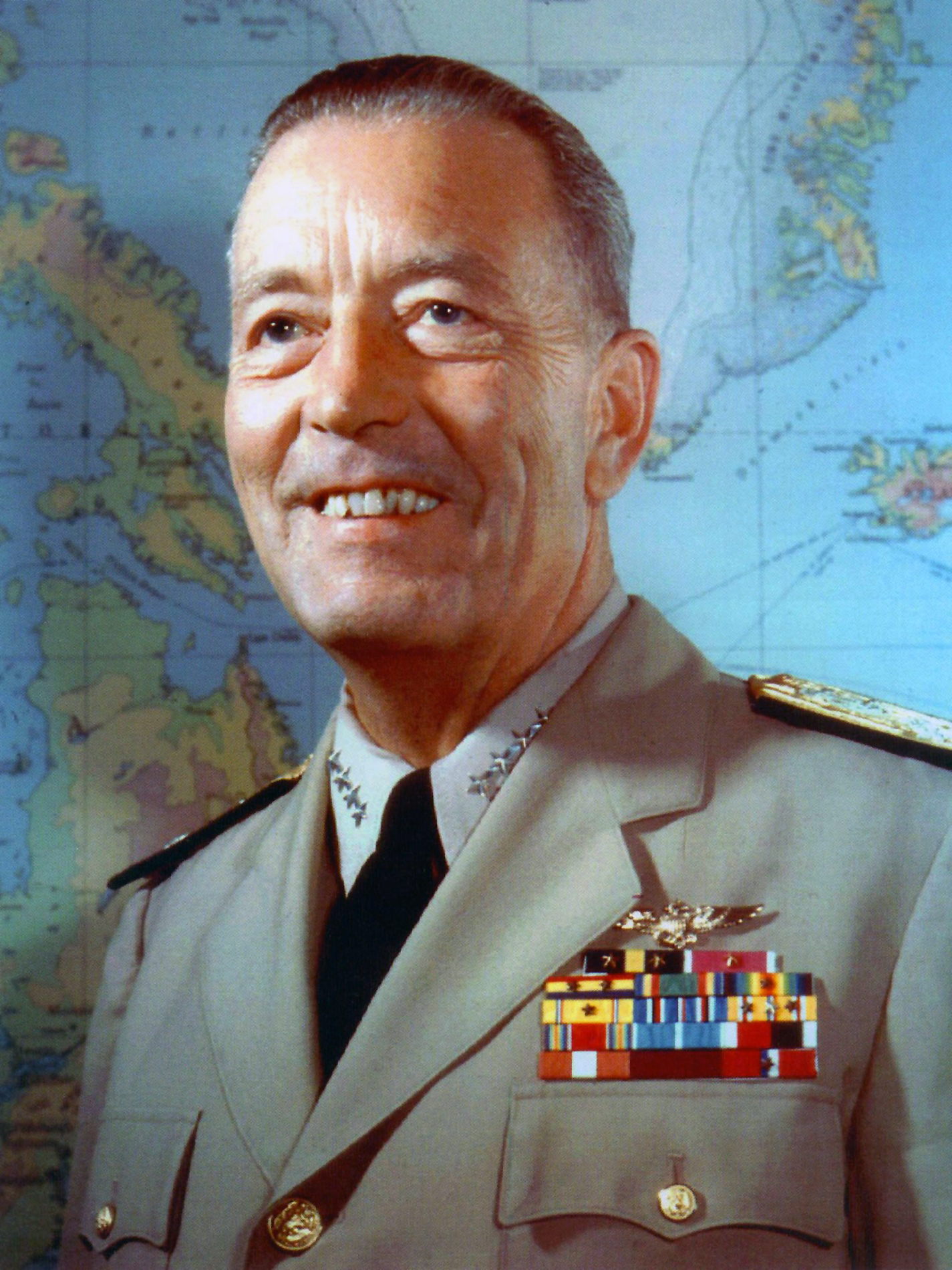
Arthur W. Radford

Arthur William Radford (* 27. Februar 1896 in Chicago, Illinois; † 17. August 1973 in Bethesda, Maryland) war ein Admiral der United States Navy. In über 40 Jahren Militärdienst hatte er die Positionen als Commander-in-Chief of the United States Pacific Command sowie der United States Pacific Fleet und Chairman der Joint Chiefs of Staff.

## Leben
Nach seiner Schulausbildung absolvierte er die United States Naval Academy in Annapolis, Maryland, wo er 1916 abschloss. Radford diente dann auf der USS South Carolina.
Nachdem er am Ersten Weltkrieg teilgenommen hatte, absolvierte er 1921 als Marineoffizier eine Flugausbildung und wurde 1941 zum Kommandeur des Flugtrainings in der Navy ernannt, kurz bevor der Zweite Weltkrieg ausbrach. Während dieses Krieges kommandierte Admiral Radford 1943 die Flugzeugträgerdivision 11 im Pazifischen Ozean und 1944 die 6. Flugzeugträgerdivision. Nach dem Krieg wurde Radford 1948 zum Vice Chief of Naval Operations befördert und im Jahr darauf zum Hochkommissar des Treuhandgebietes der Inseln im Pazifik ernannt.

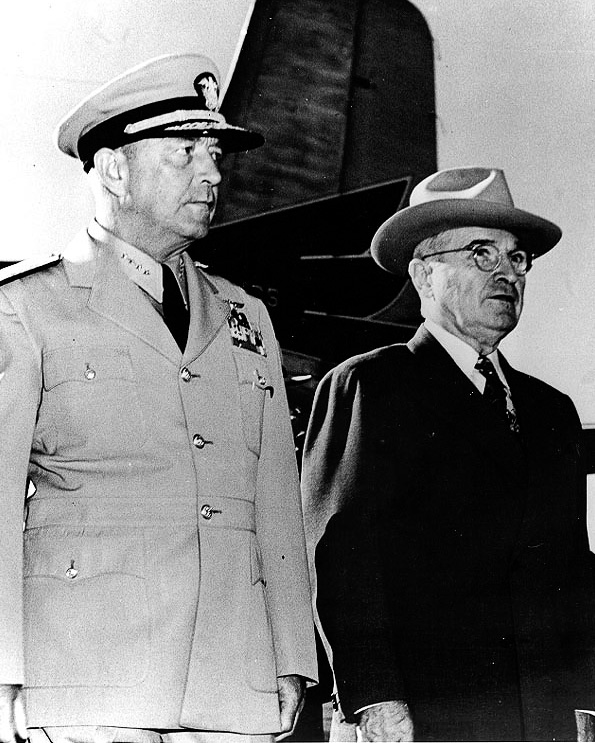
Radford mit Präsident Truman 1950

Auf dem Höhepunkt des Kalten Krieges wurde Admiral Radford auf den Posten des Chairman of the Joint Chiefs of Staff befördert und empfahl Präsident Eisenhower Präventivkriege gegen China und Russland. Bis zu seinem Rückzug aus dem aktiven Dienst 1957 blieb er in dieser Position. Im Ruhestand blieb der Admiral weiterhin Berater der Präsidenten Eisenhower, Kennedy und Johnson. Später wurde er zum Mitglied des Draper-Komitees bestimmt.
Als Chairman of the JCS widmete sich Admiral Radford unter anderem der Beobachtung des Engagements Frankreichs im Indochinakrieg. Im August 1953 lehnte er die Unterstützung der USA für den strategischen Navarre-Plan des französischen Oberkommandierenden Henri Navarre ab, der von seinem Vorgänger Omar Bradley unterstützt worden war, und zog das Verteidigungsministerium auf seine Seite.
Admiral Radford starb 1973 im Bethesda Naval Medical Center. Er wurde mit vollen militärischen Ehren auf dem Arlington National Cemetery beerdigt.
Allgemein wird Admiral Radford als einer der einflussreichsten und fähigsten Admiräle in der Geschichte der Vereinigten Staaten angesehen.
Radford war in seiner Eigenschaft als Chairman der Joint Chiefs of Staff ein vehementer Verfechter des von dem antikommunistischen evangelikalen Netzwerk The Family entwickelten kontroversen Militant-Liberty-Programms.
Der Zerstörer der Spruance-Klasse Arthur W. Radford ist nach ihm benannt.

## Auszeichnungen
Auswahl der Dekorationen, sortiert in Anlehnung der Order of Precedence of the Military Awards:
- Navy Distinguished Service Medal (4 ×)
- Legion of Merit (2 ×)
- Order of the Bath

Die Insel Radford Island im Marshall-Archipel vor der Küste des Marie-Byrd-Lands in Antarktika trägt seinen Namen.